# Finlandsserien i ishockey
Finlandsserien (finska: Suomi-sarja) är den tredje högsta nivån för herrar i finländsk ishockeys seriesystem. Säsongen 2020/2021 spelades serien nationellt mellan fjorton lag, varav de tolv bästa fortsatte till slutspel och de två sämsta mötte lag från Division II i kval till Finlandsserien. Kval uppåt till FM-serien ordnades undantagsvis inte med hänvisning till coronaviruspandemin.

## Lag säsongen 2022/2023
| - D-Kiekko (Jyväskylä) - Haukat (Träskända) - HCIK (S:t Karins) - Hunters (Borgå) - JHT (Kalajoki) - Karhu HT (Björneborg) - LeKi (Lempäälä) |  | - Muik Hockey (Nykarleby) - Pyry (Nokia) - Raahe-Kiekko (Brahestad) - Riemu (Jyväskylä) - S-Kiekko (Seinäjoki) - Titaanit (Kotka) - Virkiä (Lappo) |

Källa: Finlands ishockeyförbund